# Mjölmule

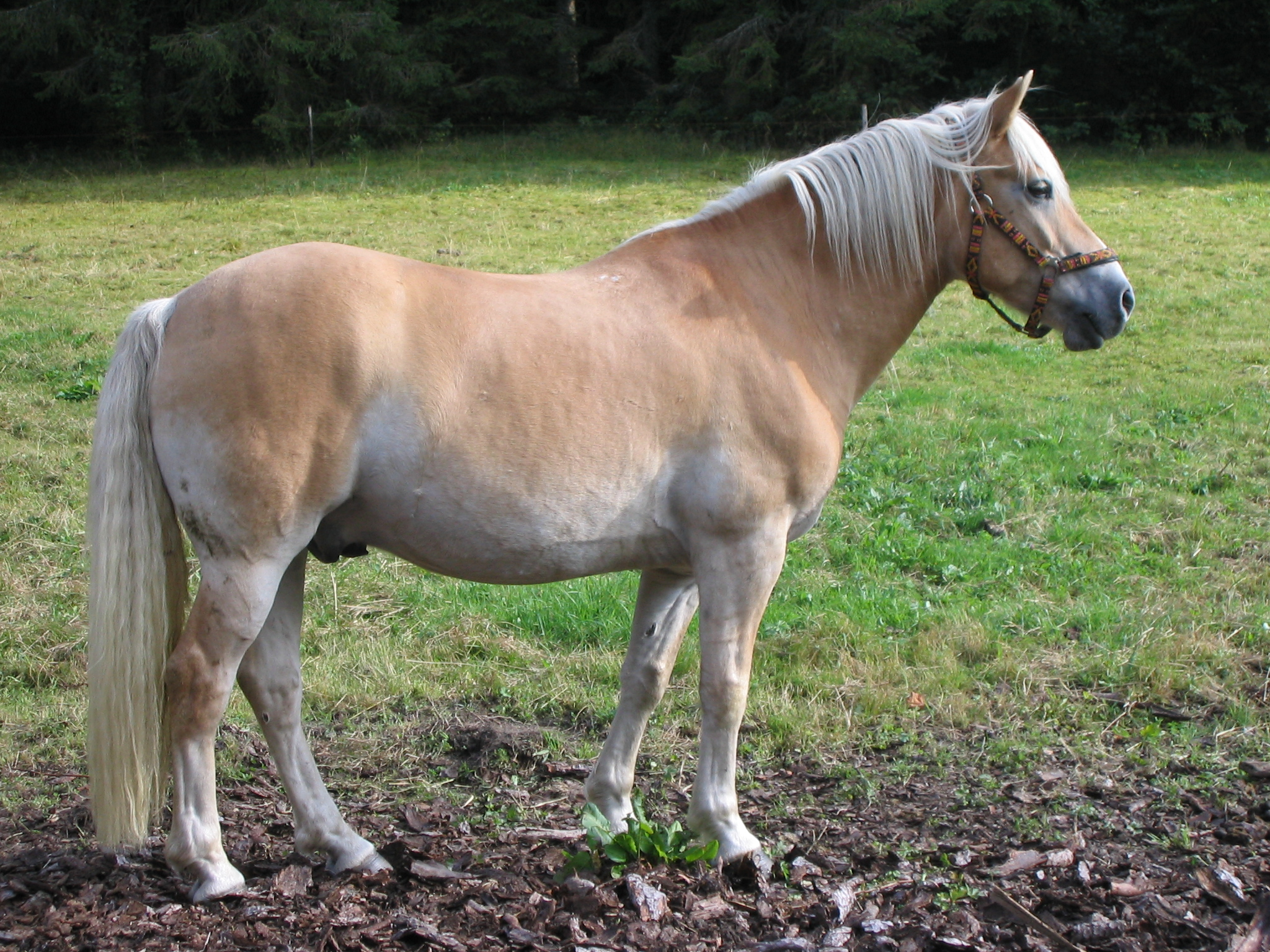
Haflinger med mjölmule (pangare)

Mjölmule (även Pangare) ser ut precis som namnet antyder, med ljusa eller vita hår runt mulen där pälsen övergår i skinn. Mjölmule påverkar också andra ställen på kroppen och skapar ljusa områden: under och runt ögonen, på undersidan av buken, mellan frambenen och i ljumskarna. Mjölmule är relativt vanligt hos äldre raser med mer "vilda" färger, och är speciellt vanlig hos Exmoorponnyn och på den norska Fjordhästen. Hos svenska raser är det vanligt hos Nordsvensken och Gotlandsrusset. Mjölmule kan finnas på de flesta färger, men är vanligast på brun och flaxfux.